# Понкрашов, Антон Александрович
Анто́н Алекса́ндрович Понкрашо́в (род. 23 апреля 1986, Ленинград) — российский баскетболист, играющий на позиции разыгрывающего защитника. В составе сборной России является обладателем бронзовых медалей чемпионата Европы 2011 года и Олимпийских игр 2012 года, а также чемпионом Европы по баскетболу 2007 года. Заслуженный мастер спорта России (2012).

## Биография
Родился в Ленинграде. Отец — мастер спорта в трёх видах спорта: плавании, гребле и баскетболе. Мать также является мастером спорта по гребле. В детстве Понкрашов занимался плаванием, но, в возрасте семи лет, после того как его тренер надолго попал в больницу, перешёл в баскетбол. Окончил Училище олимпийского резерва № 1, тренировался в Адмиралтейской СДЮШОР вместе с Тимофеем Мозговым. Окончил Национальный государственный университет физической культуры, спорта и здоровья имени П. Ф. Лесгафта. С 2001 по 2004 год играл за петербургские команды «Пулково» и «Конти», последний клуб выступал в Суперлиге Б. В 2004 году подписал контракт с клубом «Спартак» (Санкт-Петербург). В апреле 2005 года Понкрашов получил травму, и ему потребовалась госпитализация, в ходе которой ему прооперировали стопу. Процесс восстановления занял две недели, но оказалось, что диагноз был поставлен неверно, поэтому пришлось оперировать вновь, после чего Понкрашов восстанавливался в течение месяца. По итогам сезона 2004/2005 был признан лучшим молодым игроком чемпионата России. Во время проведения чемпионата Европы в Сербии и Черногории вместе с другими молодыми игроками сборной Виталием Фридзоном и Андреем Ивановым провёл мастер-класс в школе посольства РФ в Белграде. «Спартак» занял последнее место в сезоне 2005/2006, одержав всего 4 победы в 24 матчах. У клуба начались проблемы с финансированием, а Понкрашов перешёл в ЦСКА. В августе 2013 года пополнил состав самарских «Красных крыльев». В феврале 2014 года перешёл в краснодарский «Локомотив-Кубань».
Тренировался у Анатолия Штейнбока.

### ЦСКА (2006—2007)
Понкрашов переехал в Москву и начал тренироваться с основным составом ЦСКА под руководством итальянского наставника Этторе Мессины. Молодой игрок попал в одну из лучших команд Европы, а его конкурентами были опытные мастера: Теодорос Папалукас, Джон Роберт Холден, Траджан Лэнгдон и Дэвид Вантерпул. Несмотря на это, Понкрашов получал время на площадке, но не всегда показывал стабильную игру. После одного из матчей Евролиги главный тренер ЦСКА сравнил Понкрашова за плохую игру в защите со знаменитым артистом балета Барышниковым. Понкрашов был одним из лучших в составе ЦСКА в матче против «Партизана», который прошёл в рамках группового этапа Евролиги. Выйдя со скамейки, он набрал 10 очков, в том числе сделав два точных трёхочковых броска. В четвертьфинале Кубка России против своей бывшей команды «Спартак» из Санкт-Петербурга Понкрашов набрал 11 очков, сделал 6 передач и 4 подбора, став лучшим игроком матча. По ходу сезона Понкрашов показывал высокий уровень игры в чемпионате России, но демонстрировал нестабильность в матчах Евролиги. В межсезонье ЦСКА подписал контракты с двумя защитниками-иностранцами — литовцем Рамунасом Шишкаускасом и греком Никосом Зисисом. Место Понкрашова в основном составе оказалось под вопросом, и 3 августа 2007 года он подписал новый 3-летний контракт с ЦСКА, по условиям которого он отправлялся в аренду в БК «Химки», взамен ЦСКА вернул в состав Алексея Шведа, который находился в аренде в «Химках».

### «Химки» (2007—2009)
Новым тренером Понкрашова стал литовский специалист Кястутис Кемзура. Он видел Понкрашова в качестве основного игрока команды, и он сразу начал оправдывать доверие тренера. По ходу сезона 2007/2008 он забросил решающий мяч за 2,7 с до окончания матча в напряжённой игре Евролиги против валенсийской «Памесы», а всего в матче набрал рекордные для себя 24 очка. В финале Кубка России 2008 года против ЦСКА набрал 16 очков и помог своей команде впервые завоевать этот трофей, обыграв армейцев с разницей в 18 очков. По итогам турнира Понкрашов был назван лучшим защитником Кубка России, а также был признан лучшим игроком февраля в России по версии газеты «Спорт-Экспресс». По случаю победы в Кубке России Понкрашов вместе с тренерским штабом и товарищами по команде побывал на приёме у губернатора Московской области. Игроки получили почётный знак Губернатора Московской области «Во славу спорта» и памятные часы с дарственной надписью из рук губернатора Бориса Громова. В финале чемпионата России «Химки» вновь встречались с ЦСКА, на этот раз армейцы уверенно победили, причём Понкрашов набрал 14 очков и сделал 9 результативных передач. В конце сезона руководством ЦСКА было принято решение о том, что Понкрашов проведёт ещё один сезон в «Химках».

Я действительно очень рад, что попал в «Химки». Хотя сначала, когда только узнал, что отдан в аренду, был в шоке. Тебе говорят, что ты нужен, продлевают контракт, а потом бац — аренда. Как?! Почему?.. Какое-то время я просто места себе не находил. Первый сбор в национальной команде провел из рук вон плохо. Ничего не мог понять — то ли я первый «номер», то ли второй, то ли третий. Человек без позиции. А тут ещё клубные кошки на душе скребут. Опасный был момент — в такой ситуации недолго впасть в депрессию. Но «Химки» меня, можно сказать, спасли. Здесь я нашёл ту поддержку, которая была необходима.
— Антон Понкрашов
5 июня 2008 года Понкрашов принял участие в преддрафтовом лагере НБА в Тревизо, на котором скауты клубов НБА просматривали молодых игроков из Европы. По ходу проведения лагеря Понкрашов был приглашён на персональные тренировки «Хьюстон Рокетс» и «Сиэтл Суперсоникс». Он не смог принять участие из-за проблем с визой в финальном тренировочном лагере НБА, который проходил в США. Несмотря на это, Понкрашов имел положительные отзывы и планировалось, что он будет выбран в конце первого или во втором раунде драфта. Но ни один из клубов не выбрал его на драфте НБА 2008 года. Понкрашов начал новый сезон в «Химках»; он не демонстрировал баскетбола высокого уровня на старте чемпионата России, за что подвергался критике со стороны главного тренера Кемзуры. В ноябре 2008 года появились слухи, что из-за травмы Джона Роберта Холдена ЦСКА может вернуть Понкрашова из аренды, но вскоре это было опровергнуто руководством клуба. В декабре 2008 года Министерство обороны запретило Понкрашову, а также Алексею Шведу и Андрею Воронцевичу выступать за свои команды, так как они являются рядовыми срочной службы. После пропуска нескольких игр ситуация разрешилась, и молодые баскетболисты вновь смогли выступать за свои команды. 8 декабря новым тренером «Химок» был официально назначен итальянский тренер Серджио Скариоло; он сменил Кемзуру, которого уволили из-за неудовлетворительных результатов клуба. В полуфинале Промокубка Единой Лиги ВТБ «Химки» встречались с «Динамо» (Москва), Понкрашов набрал 16 очков и 8 передач, став лучшим игроком матча. По итогам Промокубка Понкрашов попал в символическую пятёрку турнира. В игре против «Панеллиниоса» в рамках второго группового этапа Кубка Европы стал самым результативным игроком «Химок», набрав 17 очков и 6 передач. По окончании сезона Понкрашов изъявил желание продолжить свои выступления в ЦСКА, с которым у него был действующий контракт; одной из причин подобного решения стала новая клубная политика ЦСКА — ставка на российских игроков.

### ЦСКА (2009—2010)

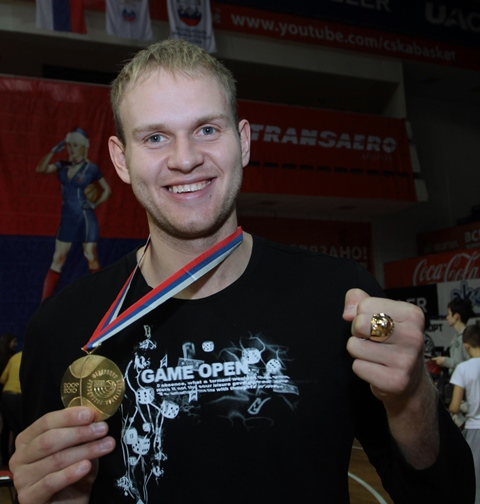
С золотой медалью чемпионата России 2009/2010

К моменту возвращения Понкрашова в ЦСКА сменился тренер, новым наставником стал бывший игрок команды Евгений Пашутин. В беседе с Понкрашовым он сообщил, что рассчитывает на него в новом сезоне. 11 ноября 2009 года Понкрашов провёл удачный матч в Евролиге против «Олимпии», набрал 10 очков и 4 подбора. 21 января 2010 года главный тренер команды отдельно поблагодарил Понкрашова за хорошее выступление в матче полуфинала Единой лиги ВТБ, в котором армейцы обыграли «Химки», Понкрашов набрал 10 очков со скамейки запасных. Несмотря на отдельные удачные матчи, Понкрашов проиграл борьбу за место в основном составе Зорану Планиничу и Джону Роберту Холдену и получал мало игрового времени. По итогам сезона стал обладателем Кубка России, чемпионом России, а также участником «Финала четырёх» Евролиги. Летом у Понкрашова закончился контракт с ЦСКА, и он смог принять участие в летней лиге НБА, выступая за «Финикс Санз». По окончании лиги не смог найти себе клуб в НБА, а ЦСКА отказался продлевать с ним контракт. Позднее стало известно, что Понкрашов вернётся в родной город и будет выступать за «Спартак», с которым он подписал 2-летнее соглашение.

### «Спартак» (2010—2011)
По прибытии в расположение клуба Понкрашов встретился с главным тренером команды Цви Шерфом. Он сообщил, что принял решение сделать Понкрашова капитаном команды. Причиной этому послужило то, что он родился в Санкт-Петербурге, а также ранее выступал за команду. Понкрашову отводилась связующая роль между командой и тренерским штабом, а также руководством клуба. Антон хорошо начал сезон 2010/2011: в первых трёх матчах он набирал 11 очков и делал 5,3 передачи в среднем за игру, что позволило ему завоевать звание лучшего игрока октября по версии газеты «Спорт-Экспресс». «Спартак» же показывал нестабильные результаты, закрепившись в середине турнирной таблицы чемпионата России. В январе в команду пришёл американский разыгрывающий Патрик Беверли. Несмотря на приход конкурента, Понкрашов не потерял игрового времени, он стал чаще играть на позиции атакующего защитника. Февраль 2011 года был очень продуктивным для Понкрашова: сначала он набрал 16 очков в победном матче против ЦСКА, а затем 26 очков в игре против «Красных крыльев». 16 марта Понкрашов помог «Спартаку» завоевать первый Кубок России в своей истории, в финале был побеждён «Нижний Новгород». По итогам голосования болельщиков Понкрашов был выбран для участия в Матче всех звёзд ПБЛ: он получил 2221 голос и вышел на площадку в составе сборной россиян. По ходу матча он сделал дабл-дабл, набрав 12 очков и 14 передач. Также принял участие в конкурсе трёхочковых бросков: в первом раунде он победил Евгения Воронова, а в полуфинале уступил будущему победителю соревнования Траджану Лэнгдону. В конце сезона Понкрашов воспользовался опцией расторжения контракта с клубом и перешёл в ЦСКА. Он объяснял, что хотел заключить долгосрочный контракт с «Спартаком», но руководство клуба не пошло ему навстречу; после этого появилось предложение ЦСКА на 3 года, на которое Понкрашов ответил согласием. 2 июля 2011 года ЦСКА официально объявил о заключении с Понкрашовым контракта по схеме 2+1.

### ЦСКА (2011—2012)

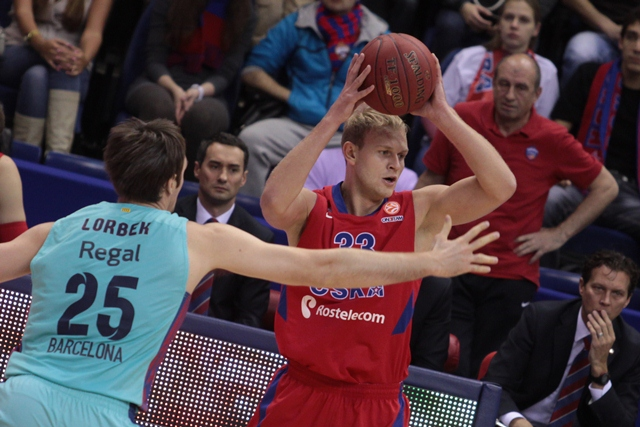
В матче Евролиги против «Барселоны»

Перед подписанием контракта у Понкрашова состоялась беседа с главным тренером команды Йонасом Казлаускасом, в которой наставник армейцев рассказал, что рассчитывает на него в новом сезоне. Позднее он также говорил в интервью, что рад приходу в команду такого универсального игрока. После подписания контракта с Понкрашовым, в ЦСКА пришёл звёздный разыгрывающий защитник Милош Теодосич, который сразу занял место в стартовой пятёрке. Также конкурентами Понкрашова по задней линии были Алексей Швед и Джамонт Гордон. В первом туре Единой лиги ВТБ ЦСКА встречался в Санкт-Петербурге со «Спартаком», Понкрашов был освистан болельщиками своей бывшей команды во время представления игроков. В матче Евролиги против «Уникахи» Понкрашов набрал 13 очков, выйдя со скамейки запасных. Несмотря на то, что в плане завоёванных трофеев это был один из самых удачных сезонов в карьере Понкрашова, его нельзя занести ему в актив. Понкрашов получал мало игрового времени, проводя на площадке около 15 минут во время внутренних соревнований и около 7 минут в матчах Евролиги.
1 сентября Понкрашов вместе со своими одноклубниками Виктором Хряпой, Александром Кауном и Евгением Вороновым провели «олимпийский урок» в различных школах Москвы. Перед новым сезоном в ЦСКА вернулся итальянский наставник Этторе Мессина, он хвалил Понкрашова за хорошо проведённую предсезонную подготовку, а также за его универсальность.
11 августа 2022 года принял участие в первом турнире B1BOX по баскетболу 1х1. В финале уступил сербу Йовану Крничу.

### Сборная России
Понкрашов начал выступления за сборную России в 2004 году, когда принял участие в чемпионате Европы среди юношей до 18 лет, который прошёл в Испании. В 2005 году, в составе сборной России до 20 лет, Понкрашов выиграл золотые медали европейского первенства, которое прошло в подмосковном Чехове. Антон стал самым результативным игроком финальной игры против сборной Литвы, он набрал 13 очков, реализовав 3 трёхочковых броска. Благодаря успешной игре за молодёжную команду Понкрашов был вызван на сбор национальной сборной России, посвящённый подготовке к чемпионату Европы 2005. По итогам подготовительных турниров главный тренер команды Сергей Бабков включил молодого игрока в состав команды на предстоящий чемпионат. На неудачном чемпионате (российская сборная заняла 8-е место) Понкрашов был самым молодым игроком в команде и проводил мало времени на площадке, он принял участие всего в двух играх. После хорошего сезона в «Химках» Понкрашов был включён в окончательную заявку на чемпионат Европы 2007 года в Испании. Новым тренером сборной был назначен американский специалист Дэвид Блатт, он не выпускал Понкрашова в четвертьфинале и полуфинале турнира, но дал ему шанс в самом главном матче чемпионата. В финальной игре против сборной Испании Антон набрал 8 очков и 3 передачи, выйдя на площадку со скамейки запасных. Россияне победили в напряжённой концовке и впервые в своей истории стали чемпионами Европы. После торжественной встречи команды в аэропорту Домодедово, игроки и тренерский штаб были приглашены на приём в Дом правительства, на котором они получили поздравления от первого заместителя Председателя Правительства РФ Сергея Иванова.

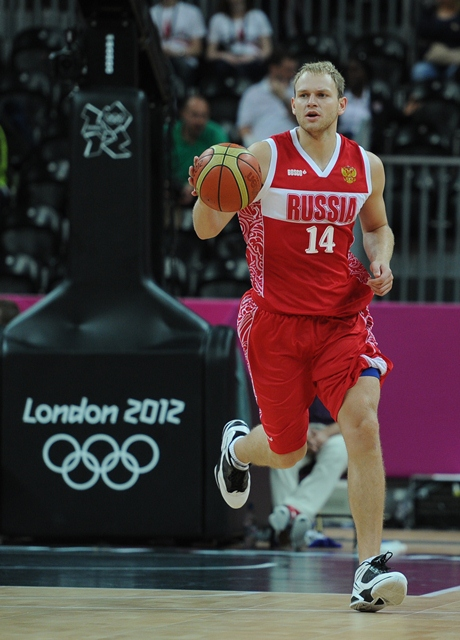
Понкрашов ведёт мяч на Олимпийских играх в Лондоне

Понкрашов входил в список из 21 кандидатов в сборную России на Олимпийских играх в Пекине. Но в последний момент был отчислен из сборной тренерским штабом во главе с Дэвидом Блаттом и не поехал на Олимпиаду. Специалисты отмечали, что Блатт не дал Понкрашову достаточно игрового времени, чтобы проявить себя на сборах команды.
22 июля 2009 года сборная России провела свой первый сбор, посвящённый предстоящему чемпионату Европы в Польше, на который был приглашён Понкрашов. Он вошёл и в итоговую заявку на чемпионат, из-за травмы турнир пропускал Андрей Кириленко, что сильно ослабило команду. На групповом этапе против сборной Франции Понкрашов набрал 7 очков и 8 передач, а в игре против сборной Македонии 10 очков, 7 передач и 6 подборов, что помогло команде одержать победу и выйти в четвертьфинал чемпионата. В плей-офф турнира россияне уступили сборной Сербии (Понкрашов провёл неудачный матч, набрав всего 4 очка), а затем победили сборную Турции в матче за 7—8-е места (Понкрашов продемонстрировал агрессивный баскетбол, набрав 16 очков и 9 передач).
Понкрашов был включён в заявку и на чемпионат мира 2010 года в Турции, за несколько часов до начала турнира один из ведущих американских спортивных порталов ESPN назвал Понкрашова в числе ключевых игроков сборной России. В первом туре чемпионата против сборной Пуэрто-Рико Понкрашов сделал дабл-дабл, набрав 11 очков и 10 передач. В матче против сборной Китая россияне оформили победу и попали в плей-офф чемпионата, Понкрашов набрал 15 очков и 5 передач. В четвертьфинале сборная Россия уступила американцам — будущим победителям чемпионата.
Когда сборная России отправилась на чемпионат Европы 2011 года, в числе лучших игроков страны был и Понкрашов. Свой лучший матч на турнире Понкрашов провёл в игре против сборной Сербии, набрав всего 5 очков и 4 подбора. Тем не менее, сборной удалось выиграть бронзовые медали чемпионата Европы.
Для участия в XXX летних Олимпийских играх сборной России предстояло пройти квалификацию, на которую был вызван Понкрашов. Россияне успешно прошли отборочные соревнования, победив во всех матчах. Понкрашов проявил себя в принципиальной игре первого группового этапа олимпийского баскетбольного турнира против сборной Испании: он помог команде победить, сделав дабл-дабл — 14 очков и 10 передач. Понкрашов был одним из лучших в полуфинале турнира против испанцев, он набрал 10 очков и 4 подбора, сборная России уступила в напряжённой борьбе. В матче за 3-е место россияне обыграли сборную Аргентины и завоевали бронзовые медали Олимпиады. 15 августа Президент РФ Владимир Путин и Глава Администрации Президента Сергей Иванов вручили государственные награды баскетболистам сборной России. Игроки были награждены медалями ордена «За заслуги перед Отечеством» II степени, а также каждый спортсмен получил персонифицированный автомобиль Ауди А6 — в цветах российской сборной, с фамилией призёра вместо номерного знака и гравировкой «Сборная 2012» в салоне.

### Личная жизнь
Понкрашов женат. Супругу зовут Мила. У пары есть сын, Матвей.

### Благотворительная деятельность

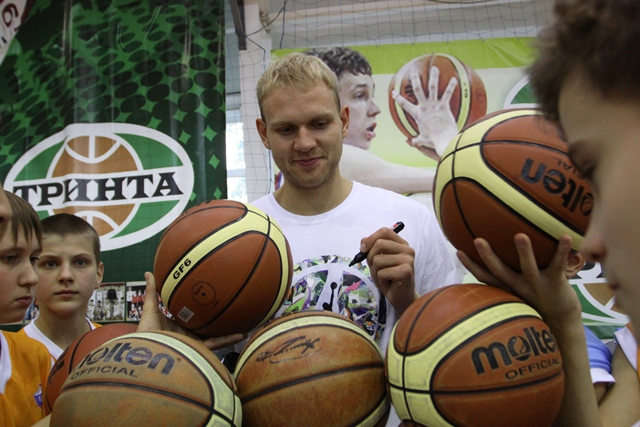
Понкрашов подписывает мячи на мастер-классе

В 2011 году Понкрашов начал благотворительную деятельность, направленную на улучшение жилищных условий воспитанников Великосельского детского дома, расположенного в одноимённом селе Великое Ярославской области. В стенах учреждения проживает более 40 детей в возрасте от трёх до шестнадцати лет. Антон начал с того, что пригласил детей на один из матчей Евролиги, который они посетили 17 ноября 2011 года, а в июне 2012 был завершён ремонт компьютерного класса в детском доме. В мае 2012 года был официально зарегистрирован благотворительный фонд «Надежда на завтра», который взял шефство над Великосельским детским домом, Понкрашов входит в попечительский совет фонда. Кроме того, Антон регулярно принимает участие и в других социально значимых акциях.

## Характеристика игрока
Понкрашов — универсальный баскетболист, способный играть на трёх позициях: разыгрывающего защитника, атакующего защитника и лёгкого форварда, однако оптимальной для него является позиция разыгрывающего. Благодаря высокому росту — 200 см — он активен на подборах под своим и чужими щитами. Обладает точной передачей и хорошим дальним и средним броском.
Из недостатков на раннем этапе карьеры некоторые специалисты отмечали медлительность и нерешительность в принятии решений, что тормозило атаки команды, в которой Понкрашов был разыгрывающим.

## Командные достижения
- 2005 — чемпион Европы среди молодёжных команд, бронзовый призёр первенства ДЮБЛ[122].
- 2007 — чемпион Европы, чемпион России, обладатель Кубка России, участник «Финала четырёх» Евролиги[122].
- 2008 — обладатель Кубка России, серебряный призёр чемпионата России, серебряный призёр ПромоКубка Единой лиги ВТБ[122].
- 2009 — серебряный призёр чемпионата России, финалист Еврокубка ULEB[122].
- 2010 — чемпион России, обладатель Кубка России, чемпион Единой лиги ВТБ[122].
- 2011 — бронзовый призёр чемпионата Европы, обладатель Кубка России[122].
- 2012 — бронзовый призёр Олимпийских игр, чемпион России, чемпион Единой лиги ВТБ, участник «Финала четырёх» Евролиги[122].
- 2022 — бронзовый призёр чемпионата Ирана
- 2023 - обладатель Кубка России

## Личные награды
- 2005 — Лучший молодой игрок чемпионата России[8].
- 2006 — Самый прогрессирующий игрок чемпионата России[123].
- 2008 — Лучший защитник Промокубка Единой лиги ВТБ[122].
- 2008 — Лучший защитник Кубка России[122].
- 2012 — Медаль ордена «За заслуги перед Отечеством» II степени — за большой вклад в развитие физической культуры и спорта, высокие спортивные достижения на Играх XXX Олимпиады 2012 года в городе Лондоне (Великобритания)[124].
- 2012 — Заслуженный мастер спорта России[122].